# Байнерштадт
Байнерштадт (нем. Beinerstadt) — община в Германии, в земле Тюрингия. 
Входит в состав района Хильдбургхаузен. Подчиняется управлению Фельдштайн.  Население составляет 369 человек (на 31 декабря 2010 года). Занимает площадь 6,71 км².